# Southsea Roller Hockey Club
Il Southsea Roller Hockey Club è un club di hockey su pista avente sede a Portsmouth in Inghilterra.

## Palmarès

### Competizioni nazionali
25 trofei
- Campionato inglese: 12

1980, 1981, 1982, 1983, 1984, 1985, 1986, 1987, 1988, 1989, 1990, 1991
- National Cup: 13

1974, 1976, 1977, 1980, 1981, 1982, 1983, 1985, 1986, 1987, 1988, 1989, 1991